# Aloe micracantha
Aloe micracantha ist eine Pflanzenart der Gattung der Aloen in der Unterfamilie der Affodillgewächse (Asphodeloideae). Das Artepitheton micracantha leitet sich von den griechischen Worten mikros für ‚klein‘ sowie akantha für ‚Dorn‘ ab und verweist auf die kleinen Zähne am Blattrand.

## Beschreibung

### Vegetative Merkmale
Aloe micracantha wächst stammlos oder sehr kurz stammbildend, ist einfach oder ein bis zweimal verzweigt. Die dicken Wurzeln sind spindelförmig. Die 12 bis 18 deltoid spitz zulaufenden Laubblätter sind vielreihig am Trieb angeordnet. Die tiefgrüne bis gelblich grüne Blattspreite ist bis zu 50 Zentimeter lang und 0,3 Zentimeter breit. Sie ist mit vielen weißen, leicht warzigen und leicht feinstacheligen Flecken besetzt. Die festen, weißen Zähne am Blattrand sind bis zu 2 Millimeter lang und stehen 1 bis 3 Millimeter voneinander entfernt.

### Blütenstände und Blüten
Der einfache Blütenstand erreicht eine Länge von 40 bis 50 Zentimeter. Die dichten, kopfigen Trauben sind etwa 8 Zentimeter lang und 9 Zentimeter breit. Die eiförmig spitz zulaufenden Brakteen weisen eine Länge von 35 Millimeter auf und sind nahe ihrer Basis etwas fleischig. Die lachsroten Blüten stehen an 20 bis 35 Millimeter langen Blütenstielen. Sie sind 25 bis 40 Millimeter lang und an ihrer Basis kurz verschmälert. Auf Höhe des Fruchtknotens weisen die Blüten einen Durchmesser von 12 Millimeter auf. Darüber sind sie leicht verengt. Ihre äußeren Perigonblätter sind fast nicht miteinander verwachsen. Die Staubblätter und der Griffel ragen kaum aus der Blüte heraus.

## Systematik und Verbreitung
Aloe micracantha ist in der südafrikanischen Provinz Ostkap auf wasserdurchlässigen, sandigen bis steinigen Böden in Höhen von 50 bis 700 Metern verbreitet.
Die Erstbeschreibung durch Adrian Hardy Haworth wurde 1819 veröffentlicht. Ein Synonym ist Aloe micracantha Link & Otto (1825, nom. illeg. ICBN-Artikel 53.1).

## Nachweise